# Hydrantenkartell
Das Hydrantenkartell bestand aus sechs Unternehmen, die illegale Preisabsprachen durchführten und sich so in Deutschland einen Marktanteil von 70 % sicherten. 2011 wurde das Kartellverfahren eröffnet, in dessen Folge eine Kartellstrafe von rund 15,5 Millionen Euro verhängt wurde.
Erste Hinweise auf Absprachen gab es im Rahmen der Ermittlungen gegen ein Kartell zweier Hersteller von Gussrohren. Im Februar 2007 durchsuchte das Bundeskartellamt neun Unternehmen der Hydrantenbranche. Nach der Durchsuchung stellten die Unternehmen Erhard, Schmieding und Frischhut einen Bonusantrag. Der Geschäftsführer Rolf Kummer aus Heidenheim half bei der Aufklärung und den Ermittlungen des Kartellamts.
Zu den von der Kartellstrafe betroffenen Unternehmen zählen
- Erhard GmbH & Co. KG, Heidenheim an der Brenz
- Schmieding Armaturen GmbH, Holzwickede
- Frischhut Armaturen und Formteile GmbH, Heidenheim an der Brenz
- AVK Mittelmann Armaturen GmbH, Wülfrath
- VAG Armaturen GmbH, Mannheim
- vonRoll hydrotec gmbh, Prenzlau

Der Präsident des Bundeskartellamts, Andreas Mundt, erörterte den Umfang der Preisabsprachen: Diese umfassten Erhöhungen von Listenpreisen, allgemeine Rabatte sowie individuelle Höchstrabatte und Konditionen für bestimmte Kunden. Es gab regelmäßig Gesprächskreise, zum Teil bereits seit 1995, in denen sich Geschäftsführer und Vertriebsleiter über wettbewerblich relevante Informationen ausgetauscht haben. Die Kartellabsprachen beeinträchtigten den Wettbewerb erheblich über einen langen Zeitraum.